# 陽のあたる坂道 (小説)
『陽のあたる坂道』（ひのあたるさかみち）は、「読売新聞」に連載された石坂洋次郎の小説。1958年に石原裕次郎主演で映画化された。その後も1967年に渡哲也主演で日活、1975年に三浦友和主演で東宝映画により映画化されている。1965年にはTBS、1986年にはフジテレビの「木曜ドラマストリート」にてテレビドラマ化された。

## 概要
「読売新聞」に1956年12月から1957年10月まで連載。1957年11月25日付けで講談社から刊行された。本作は内容だけでなく、石原裕次郎主演で映画化され、ブルーリボン賞監督賞を受賞したことで、世評を高めた。批評家の山本健吉は「作者は裕次郎の魅力に惹（ひ）かれて、（中略）主人公信次の像を描いたらしい。」と推測したが、石坂によれば、本作を書き出したときは全く頭になかったが、執筆中信次像が揺らいだとき、実在の人物に当てはめたほうがよいと思い、裕次郎の存在を頭に置いたという。また『エデンの東』がヒントになっているという説があるが、石坂は映画は見たことがあるが原作小説は知らないとこれを否定している。

## あらすじ
倉本たか子は山川大学主事に家庭教師の仕事を紹介され、九月の末、緑ヶ丘の坂道にある田代家を訪問する。汚れた服にふざけたような態度で出迎えた信次は「ぼくの憲法」とたか子の胸をさわり、たか子を激怒させる。女子高生のくみ子の家庭教師になったたか子はその兄の雄吉とともに田代家の家族のように親しくなる。音楽会に行った夜、たか子をアパートに送っていった雄吉は隣の部屋から顔を出した民夫と信次が似ていると指摘する。
ある日くみ子は大ファンの「ジミー・小池」が出演するジャズ喫茶にたか子を連れて行く。歌っていたのは民夫だった。民夫は二人を食事に誘い、くみ子と意気投合する。信次はたか子から民夫の母親が自分の生みの親であるらしいことを聞きだす。
正月、アパートに一人でいた民夫の前に突然信次が現れ、民夫は動揺する。雄吉はたか子の実家に遊びに行ったくみ子を追ってたか子の故郷に行くが、スキーで捻挫して入院する。毎日病院に来てかいがいしく世話をするたか子に雄吉は結婚を申し込む。二人は交際をはじめるが、たか子は自分の気持ちに違和感を覚える。再び民夫のアパートに信次が現れ、母親のトミ子は恐縮するが民夫は反発し追い返してしまう。
四月、雄吉に捨てられた川上ゆり子はいとこの上島が間違えて捕まえた信次を通じて金を要求する。話をきいた雄吉は信次のやったことにして親から金を引き出そうと提案、信次はたか子を口説いてもよいという条件をつけて身代わりとなる。だがみどりは兄弟のウソを見抜く。たか子も信次のやったこととは信じなかった。
玉吉はバーのマダム雪子を山川と見合いさせ、ゆり子にちょっかいを出していた。雪子とゆり子の策略で玉吉と雄吉はホテルで鉢合わせた上、部屋に閉じ込められる。
たか子とくみ子は川原で信次と民夫を引き合わせる。二人は殴りあったあと和解。その後遊びに行ったキャバレーで踊っていると、信次は突然たか子に接吻、彼女への思いを叫ぶ。後日、たか子は信次と雄吉を呼び出し、雄吉の前で自分を偽っていたこと、信次を愛していることを告白。からかう雄吉を信次ははじめて殴る。雄吉はたか子に信次の劣等感を暖かく包み込んでやってほしいと頼む。
民夫は病院の前でくみ子を待っていた。病院から出てきたくみ子は足をなおすため腰の手術を受けることにしたと報告する。

## 登場人物
倉本たか子
O大学国文科3年生。東北から上京してアパートで一人暮らし。信次と雄吉の間で揺れる。
田代信次
田代家の次男。画家を目指している。粗野で無作法だが優しい性格の持ち主。芸者の子として生まれ田代家に引き取られた過去から、家族に対し卑屈な態度をとっていた。
田代雄吉
田代家の長男で医大生。弟とは正反対の礼儀正しい青年だが、実は女遊びが激しく冷淡な性格。子供のころ、くみ子と遊んでいて大怪我させた責任を信次に押し付けた。
田代くみ子
信次と雄吉の妹。高校2年生。子供のとき腰の骨を折ったのが原因で片足をひきずっている。気難しくはっきり物を言う性格。たか子を通じて民夫と親しくなる。
田代玉吉
信次らの父親。出版社社長。婿入りであること、芸者に信次を生ませたことに引け目があるが、金をせびる雪子に応じるなど女性関係にだらしない。
田代みどり
信次らの母親。常に落ち着いた態度で家族のことは全て見通している。夫と芸者の子の信次を生まれてすぐ引き取り、分け隔てなく育てる。くみ子の事故についても直後から真相を見抜いていた。くみ子の遊び相手や相談役になれる家庭教師としてたか子を雇った。
高木トミ子
たか子のアパートの隣の部屋に息子の民夫と住んでいる50代の女性。料理屋の女中をしているが、若い頃は芸者で玉吉の子を生んだ。民夫の将来を案じ、父親の違う兄の信次と会わせてくれるよう山川に頼んでいた。
高木民夫
トミ子の息子。たか子を「おねえちゃん」と慕っている。「ジミー・小池」の芸名で歌手として働いている。当初、信次を拒絶するが、和解後は「兄貴」と慕うようになる。
川上ゆり子
元ファッションモデル。雄吉に2度中絶させられ体調を崩し、金銭を要求。その後雪子のバーで働きだす。
山川武夫
O大学学生主事。若い頃みどりと交際していたが、みどりは友人の玉吉と結婚。以来独身。信次が生まれたとき田代夫妻から相談を受け、トミ子と知り合いになった。
原田雪子
バー「あひる」のマダム。玉吉から金を融通してもらうかわりに山川と見合い、こまごまと世話を焼く。
上島健五
ゆり子のいとこ。血気盛んな性格で、ゆり子をひどい目にあわせた雄吉を誘拐しようとするが、間違えて信次を連れてきてしまう。

## 映画

### 1958年版

#### データ
1958年4月15日公開。
- 配給：日活
- 配給収入：4億71万円[3]
- 観客動員数：約667万人

#### スタッフ
- 製作：日活
- 原作：石坂洋次郎
- 監督：田坂具隆
- 脚本：池田一朗、田坂具隆
- 音楽：佐藤勝
- 撮影：伊佐山三郎

#### キャスト
- 田代信次：石原裕次郎
- 倉本たか子：北原三枝
- 田代くみ子：芦川いづみ
- 田代玉吉：千田是也
- 田代みどり：轟夕起子
- 田代雄吉：小高雄二
- 高木トミ子：山根寿子
- 高木民夫：川地民夫
- 弥五郎：天草四郎
- 清吉：森川信
- 川上ゆり子：渡辺美佐子
- 上島健伍：小沢昭一

### 1967年版
1967年3月25日公開。

#### スタッフ
- 監督：西河克己
- 企画：坂上静翁
- 原作：石坂洋次郎
- 脚本：池田一朗、倉本聰
- 撮影：高村倉太郎
- 美術：佐谷晃能
- 編集：鈴木晄
- 音楽：池田正義
- 助監督：葛生雅美

#### キャスト
- 田代信次：渡哲也
- 田代玉吉：宇野重吉
- 田代みどり：三益愛子
- 田代雄吉：早川保
- 田代くみ子：恵とも子
- 倉本たか子：十朱幸代
- 高木とみ：桜むつ子
- 高木民夫：山本圭
- 川上ゆり子：斎藤チヤ子
- 弥五郎：谷村昌彦

### 1975年版
1975年11月1日公開。

#### スタッフ
- 監督：吉松安弘
- 製作：田中収 津島平吉
- 企画：東宝企画
- 原作：石坂洋次郎
- 脚本：池田一朗
- 撮影：上田正治
- 美術：村木忍
- 編集：黒岩義民
- 音楽：小野崎孝輔
- 助監督：山下賢章

#### キャスト
- 田代信次：三浦友和
- 倉本たか子：檀ふみ
- 田代くみ子：浅田美代子
- 田代玉吉：池部良
- 田代みどり：新珠三千代
- 田代雄吉：松橋登
- 高木トミ子：山岡久乃
- 高木民夫：山本伸吾
- 川上ゆり子：本田みちこ
- 上島健伍：朝比奈尚行
- 清吉：三遊亭圓歌 (3代目)
- 花子：横山道代

#### 同時上映
『はつ恋 (1975年の映画)』
- 原作：イワン・ツルゲーネフ。監督：小谷承靖。主演：仁科亜季子、井上純一。

## テレビドラマ

### 1965年版
1965年7月3日から同年12月25日までTBSで放送。全26回。三共（現：第一三共／第一三共ヘルスケア）の一社提供。

#### 放送時間
土曜21:30 - 22:00

#### キャスト
- 芦川いづみ
- 新克利
- 小川知子（本作で脚光を浴びる）
- 夏川かほる
- 横内正（テレビ初出演）
- 山田太郎
- 高峰三枝子
- 小沢栄太郎
- 加藤剛
- 佐分利信
- 池田和歌子
- 宮本信子

#### スタッフ
- 脚本：山田正弘
- 演出：村木良彦

### 1986年版
1986年8月7日にフジテレビの「木曜ドラマストリート」にて放送された。

#### 放送時間
20:00 - 21:48

#### キャスト
- 倉本たか子：沢口靖子
- 田代信次：柳葉敏郎
- 田代くみ子：仙道敦子
- 田代雄吉：藤堂新二
- 田代玉吉：三橋達也
- 田代みどり：丘さとみ
- 坂上忍
- 水野久美
- 高橋昌也
- 竹井みどり
- 保積ペペ
- 今出川西紀

| TBS 土曜21時台後半 三共一社提供枠               | TBS 土曜21時台後半 三共一社提供枠 | TBS 土曜21時台後半 三共一社提供枠 |
| 前番組                                          | 番組名                            | 次番組                            |
| ----------------------------------------------- | --------------------------------- | --------------------------------- |
| ザ・ルーシー・ショー （第2シリーズ）            | 陽のあたる坂道 （1965年版）       | 女だから                          |
| フジテレビ 木曜ドラマストリート（1986年8月7日） |                                   |                                   |
| 展望車殺人事件                                  | 陽のあたる坂道 （1986年版）       | 帰って来た桃尻娘                  |

## 舞台
宝塚歌劇団が1978年、米国に舞台を翻案し『丘の上のジョニー』のタイトルで上演した。詳細は別項「丘の上のジョニー」を参照。